# John Boyega
John Boyega (født 17. marts 1992) er en britisk skuespiller.
Boyega er bedst kendt for at spille Finn, én af hovedrollerne i Star Wars filmene Star Wars: The Force Awakens (2015), Star Wars: The Last Jedi (2017) og Star Wars: The Rise of Skywalker (2019).

## Filmografi

### Film
| År   | Titel                        | Rolle             | Notater |
| ---- | ---------------------------- | ----------------- | --- |
| 2011 | Attack the Block             | Moses             | Black Reel Award for Best Actor Nomineret – Black Reel Award for bedste gennembrudsrolle Nomineret – Black Reel Award for bedste ensemble Nomineret – British Independent Film Award for mest lovende nykommer Nomineret – Empire Award for bedste mandlige nykommer Nomineret – Evening Standard British Film Award for mest lovende nykommer Nomineret – London Film Critics' Circle Award for årets unge britiske skuespiller |
| 2011 | Junkhearts                   | Jamal             | |
| 2012 | My Murder                    | Shakilus Townsend | TV-film |
| 2013 | Half of a Yellow Sun         | Ugwu              | |
| 2013 | The Whale                    | William Bond      | TV-film |
| 2014 | Imperial Dreams              | Bambi             | |
| 2015 | Star Wars: The Force Awakens | Finn              | |
| 2017 | The Circle                   | Kalden            | |
| 2017 | “Star Wars the last jedi”    | Finn              | |

### TV
| År   | Titel                | Rolle            | Notater     |
| ---- | -------------------- | ---------------- | ----------- |
| 2011 | Da Brick             | Donnie           | TV-pilot    |
| 2011 | Becoming Human       | Danny Curtis     | 4 episoder  |
| 2011 | Law & Order: UK      | Jamal Clarkson   | 1 episode   |
| 2014 | 24: Live Another Day | Chris Tanner     | 4 episoder  |
| 2015 | Major Lazer          | Blkmrkt (stemme) | 10 episoder |